# Trimerotropis salina
Trimerotropis salina es una especie de saltamontes perteneciente a la familia Acrididae. Se encuentra en Norteamérica, y habita en ambientes salinos o alcalinos, de ahí su nombre.

## Biología
Trimerotropis salina pasa el invierno dentro de sus huevos. Los adultos en su mayoría aparecen desde junio o julio hasta a principios de otoño.